# Willis Ochieng
Willis Ochieng (Nairobi, 10 de outubro de 1981) é um ex-futebolista profissional queniano que atuava como goleiro.

## Carreira
Willis Ochieng representou o elenco da Seleção Queniana de Futebol no Campeonato Africano das Nações de 2004.